# Franco Miranda
Franco Andrés Miranda (Comodoro Rivadavia, Argentina, 13 de mayo de 1985) es un futbolista argentino. Se desempeñó como defensor central o lateral izquierdo.

## Clubes
| Club              | País      | Año         |
| ----------------- | --------- | ----------- |
| River Plate       | Argentina | 2003 - 2005 |
| Racing            | Argentina | 2005 - 2006 |
| Helsingborgs IF   | Suecia    | 2006 - 2007 |
| St Mirren FC      | Escocia   | 2007 - 2009 |
| Chacarita         | Argentina | 2009 - 2010 |
| C.A.I.            | Argentina | 2010        |
| Tiro Federal      | Argentina | 2010 - 2011 |
| Patronato         | Argentina | 2011 - 2013 |
| Sportivo Belgrano | Argentina | 2013 - 2015 |
| Instituto         | Argentina | 2015 - 2016 |
| Juventud Unida    | Argentina | 2016 - 2017 |

- Datos: Q1641789